# Callgirl Undercover
Callgirl Undercover ist eine Fernsehromanze, die von Grundy UFA produziert und erstmals 2010 ausgestrahlt wurde. Sie handelt vom Callgirl Lizzy, die einen Mord beobachtet und daher untertauchen muss. Sie landet dabei beim LKA und tritt einen Job als Sekretärin an. Schlussendlich verliebt sich der verwitwete Leitende Polizeidirektor Konrad in das Callgirl.
Am 11. September 2012 wurde der Film auf Sat.1 unter dem Titel „Lizzy und der Kommissar“ ausgestrahlt. Er erschien am 8. Februar 2013 auf DVD.

## Handlung
Lizzy arbeitet als Prostituierte für den Zuhälter Kante. In der Eingangsszene sieht man abwechselnd, wie sie im Club an der Stange tanzt und daheim für ihre Mutter Marmelade kocht. Eines Tages wird sie Zeugin, wie Kante eine Person ermordet, indem er sie aus dem Fenster wirft. Lizzy wird bemerkt, aber ihr gelingt die Flucht. Um sich zu verstecken, bewirbt sie sich für eine Stelle als Sekretärin beim LKA, die sie auch sofort antreten kann. Im Anfangsteil des Films hatte sie dort bereits einen frivolen Auftritt: Einige Mitarbeiter hatten sie engagiert, um den unter dem Verlust seiner im Dienst erschossenen Frau leidenden Kollegen Konrad an dessen Geburtstag mit einem Bürodate zu überraschen und so etwas aufzuheitern. Konrad hatte sie aber für eine Bewerberin um die Bürostelle gehalten und in der Meinung, sie wolle durch derartiges „Entgegenkommen“ ihre Chancen verbessern, sich nicht darauf eingelassen. Es gelingt Lizzy sogar, sich heimlich im Keller des LKA einzunisten, um außerhalb der Dienstzeit vor Kante sicher zu sein. Nur in einer Nacht wagt sie sich zu ihrer Mutter. Als sie ihr ihre wahre Tätigkeit eingesteht, erfährt sie, dass die Mutter dies längst wusste, aber geschwiegen hat, weil sie Angst hatte, die Tochter zu verlieren.
Da sie natürlich noch nie in einem Büro gearbeitet hat, stellt sie sich anfangs entsprechend ungeschickt an. Aber sie findet sich allmählich in die Arbeit hinein und gewinnt aufgrund ihres fröhlichen und unkomplizierten Wesens die Sympathie der Kollegen, die sich auch vor sie stellen, als der Chef, der die Belegschaft im LKA bei einer wilden Kellerpartie überrascht hat, in ihr die „Anstifterin“ vermutet.
Jetzt soll der Mord, den Kante begangen hat, aufgeklärt werden. Da sie nicht auffliegen will, schreibt Lizzy eine anonyme Zeugenaussage per Brief ans LKA. Sie und Konrad haben sich längst ineinander verliebt. Als Konrad jedoch erfährt, dass sie die gesuchte Zeugin und somit eine Prostituierte ist, verlässt er sie wieder. Nachdem sie ihre misshandelte und aus Angst schweigende Freundin und Kollegin im Verhörraum gesehen hat, sagt sie schließlich doch gegen den Täter aus. Als fast alle Kollegen im Einsatz sind, kann Kante mit Hilfe eines korrupten Polizisten, den er wegen Spielschulden in der Hand hat, in das LKA eindringen und versucht, Lizzy als lästige Zeugin zu ermorden. Nach einer Verfolgungsjagd durch das Gebäude stirbt Kante durch einen Treppensturz. Der Maulwurf wird festgenommen. Lizzy und Konrad versöhnen sich, und sie beschließt, die Prostitution aufzugeben und künftig mit ihrer Kenntnis des Milieus mit der Polizei zusammenzuarbeiten.

## Kritiken
TV Spielfilm schrieb, „Biedermanns Frivolitäten verpuffen in einer an interessanten Figuren und Wendungen armen Posse“. So lautet das Remümee: „Die Biedermann dreht auf, der Rest törnt ab“.

## Auszeichnungen
- 2010: CMA Wild And Young Award als „Bester TV-Film National“[4]